# 아라우코 전쟁
아라우코 전쟁은 주로 칠레의 아라우카니아 지방에서 스페인 군대와 토착민족인 마푸체 간의 오랫동안 지속되어온 분쟁이다. 현대의 마푸체 분쟁은 부분적으로나마 아라우코 전쟁에 그 원인을 두고 있다.

## 같이 보기
- 아라우칸화